# Románia az 1960. évi nyári olimpiai játékokon
Románia az olaszországi Rómában megrendezett 1960. évi nyári olimpiai játékok egyik részt vevő nemzete volt. Az országot az olimpián 13 sportágban 98 sportoló képviselte, akik összesen 10 érmet szereztek.

## Érmesek
| Érem  | Versenyző                                                                                       | Sportág       | Versenyszám             |
| ----- | ----------------------------------------------------------------------------------------------- | ------------- | ----------------------- |
| Arany | Balázs Jolán                                                                                    | Atlétika      | Női magasugrás          |
| Arany | Dumitru Pîrvulescu                                                                              | Birkózás      | Kötöttfogás, 52 kg      |
| Arany | Ion Dumitrescu                                                                                  | Sportlövészet | Férfi trap              |
| Ezüst | Ion Cernea                                                                                      | Birkózás      | Kötöttfogás, 57 kg      |
| Bronz | Lia Manoliu                                                                                     | Atlétika      | Női diszkoszvetés       |
| Bronz | Ion Ţăranu                                                                                      | Birkózás      | Kötöttfogás, 79 kg      |
| Bronz | Leon Rotman                                                                                     | Kajak-kenu    | Férfi kenu egyes 1000 m |
| Bronz | Ion Monea                                                                                       | Ökölvívás     | Középsúly               |
| Bronz | Atanasia Ionescu Sonia Iovan Elena Leușteanu Elena Niculescu Uta Poreceanu Emilia Vătășoiu-Liță | Torna         | Női csapat összetett    |
| Bronz | Maria Vicol                                                                                     | Vívás         | Női tőr, egyéni         |

## Atlétika
Férfi
| Versenyző           | Versenyszám | Előfutam | Előfutam | Döntő   | Döntő    |
| Versenyző           | Versenyszám | Idő      | Hely.    | Idő     | Helyezés |
| ------------------- | ----------- | -------- | -------- | ------- | -------- |
| Zoltan Vamoș        | 1500 m      | 3:44,9   | 3.       | 3:40,8  | 5.       |
| Andrei Barabaș      | 1500 m      | 3:47,4   | 9.       | kiesett | kiesett  |
| Andrei Barabaș      | 5000 m      | 15:11,2  | 9.       | kiesett | kiesett  |
| Constantin Grecescu | 10 000 m    |          | 30:04,8  | 20.     |          |

| Versenyző       | Versenyszám   | Selejtező | Selejtező | Döntő    | Döntő    |
| Versenyző       | Versenyszám   | Eredmény  | Helyezés  | Eredmény | Helyezés |
| --------------- | ------------- | --------- | --------- | -------- | -------- |
| Cornel Porumb   | Magasugrás    | 200 cm    | =4.       | 203 cm   | 11.      |
| Alexandru Bizim | Gerelyhajítás | 68,92 m   | 22.       | kiesett  | kiesett  |

Női
| Versenyző        | Versenyszám | Előfutam | Előfutam | Döntő   | Döntő    |
| Versenyző        | Versenyszám | Idő      | Hely.    | Idő     | Helyezés |
| ---------------- | ----------- | -------- | -------- | ------- | -------- |
| Florica Grecescu | 800 m       | 2:10,0   | 3.       | kiesett | kiesett  |

| Versenyző        | Versenyszám   | Selejtező | Selejtező | Döntő    | Döntő    |
| Versenyző        | Versenyszám   | Eredmény  | Helyezés  | Eredmény | Helyezés |
| ---------------- | ------------- | --------- | --------- | -------- | -------- |
| Balázs Jolán     | Magasugrás    | 165 cm    | 1.        | 185 cm   |          |
| Lia Manoliu      | Diszkoszvetés | 48,57 m   | 9.        | 52,36 m  |          |
| Maria Diaconescu | Gerelyhajítás | 49,80 m   | 7.        | 49,56 m  | 10.      |

## Birkózás
Kötöttfogású
| Versenyző          | Versenyszám | 1. forduló                         | 1. forduló | 1. forduló | 2. forduló                        | 2. forduló | 2. forduló | 3. forduló                        | 3. forduló | 3. forduló | 4. forduló                      | 4. forduló | 4. forduló | 5. forduló                  | 5. forduló | 5. forduló | 6. forduló              | 6. forduló | 6. forduló | Döntő                      | Döntő   | Döntő   | Helyezés |
| Versenyző          | Versenyszám | Ellenfél Eredmény                  | Pont       | Hely.      | Ellenfél Eredmény                 | Pont       | Hely.      | Ellenfél Eredmény                 | Pont       | Hely.      | Ellenfél Eredmény               | Pont       | Hely.      | Ellenfél Eredmény           | Pont       | Hely.      | Ellenfél Eredmény       | Pont       | Hely.      | Ellenfél Eredmény          | Pont    | Hely.   | Helyezés |
| ------------------ | ----------- | ---------------------------------- | ---------- | ---------- | --------------------------------- | ---------- | ---------- | --------------------------------- | ---------- | ---------- | ------------------------------- | ---------- | ---------- | --------------------------- | ---------- | ---------- | ----------------------- | ---------- | ---------- | -------------------------- | ------- | ------- | -------- |
| Dumitru Pîrvulescu | 52 kg       | John Wilson (USA) · 1-3            | 1          | =4.        | Kazim Gedik (TUR) · kétvállas     | 1          | 1.         | Ivan Kocsergin (URS) · 2-2        | 3          | =2.        | Borivoj Vukov (YUG) · 1-3       | 4          | =1.        |                             |            |            |                         |            |            | Ignazio Fabra (ITA) · 1-3  | 5       | 1.      |          |
| Ion Cernea         | 57 kg       | Michel Ben Akoun (MAR) · kétvállas | 0          | =1.        | Hódos Imre (HUN) · 2-2            | 2          | =6.        | Loek Alflen (NED) · 1-3           | 3          | =4.        | Gilberto Gramellini (ITA) · 1-3 | 4          | =2.        | Bernard Knitter (POL) · 1-3 | 5          | 2.         |                         |            |            | Oleg Karavajev (URS) · 3-1 | 8       | 2.      |          |
| Mihai Şulţ         | 62 kg       | Donald Cacas (AUS) · kétvállas     | 0          | =1.        | Jean Schintgen (LUX) · kétvállas  | 0          | =1.        | Elie Naasan (LIB) · 1-3           | 1          | 2.         | Hossein Ebrahimian (IRI) · 3-1  | 4          | =5.        | Müzahir Sille (TUR) · 1-3   | 5          | =3.        | Polyák Imre (HUN) · 3-1 | 8          | 5.         | kiesett                    | kiesett | kiesett | 5.       |
| Dumitru Gheorghe   | 67 kg       | Branislav Martinović (YUG) · 3-1   | 3          | =13.       | Roger Skauen (NOR) · kétvállas    | 3          | =5.        | Gustaf Freij (SWE) · 2-2          | 5          | =8.        | Adil Güngör (TUR) · 2-2         | 7          | =6.        | kiesett                     | kiesett    | kiesett    |                         |            |            | kiesett                    | kiesett | kiesett | 5.       |
| Valeriu Bularcă    | 73 kg       | Kiril Petkov (BUL) · 2-2           | 2          | =14.       | Karel Oomen (BEL) · 1-3           | 3          | =8.        | Bjarne Ansbøl (DEN) · kétvállas   | 7          | =15.       | kiesett                         | kiesett    | kiesett    | kiesett                     | kiesett    | kiesett    | kiesett                 | kiesett    | kiesett    | kiesett                    | kiesett | kiesett | 15.      |
| Ion Ţăranu         | 79 kg       | Noboru Aomi (JPN) · kétvállas      | 0          | =1.        | erőnyerő                          | 0          | 1.         | Oddvar Barlie (NOR) · kétvállas   | 0          | 1.         | Bolesław Dubicki (POL) · 2-2    | 2          | =1.        | Dimitar Dobrev (BUL) · 3-1  | 5          | 4.         | Lothar Metz (EUA) · 2-2 | 7          | =3.        | Kazım Ayvaz (TUR) · 1-3    | 8       | 3.      |          |
| Gheorghe Popovici  | 87 kg       | Shunta Ishikura (JPN) · kétvállas  | 0          | =1.        | Maurice Jacquel (FRA) · kétvállas | 4          | =10.       | Eugen Wiesberger, Jr. (AUT) · 1-3 | 5          | =7.        | Givi Kartozija (URS) · 3-1      | 8          | =7.        | kiesett                     | kiesett    | kiesett    |                         |            |            | kiesett                    | kiesett | kiesett | 7.       |

## Evezés
| Versenyző                                                                            | Versenyszám              | Előfutam | Előfutam | Vigaszág | Vigaszág | Elődöntő | Elődöntő | Döntő   | Döntő   | Helyezés    |
| Versenyző                                                                            | Versenyszám              | Idő      | Hely.    | Idő      | Hely.    | Idő      | Hely.    | Idő     | Hely.   | Helyezés    |
| ------------------------------------------------------------------------------------ | ------------------------ | -------- | -------- | -------- | -------- | -------- | -------- | ------- | ------- | ----------- |
| Ştefan Kurecska Gheorghe Riffelt                                                     | Kormányos nélküli kettes | 7:35,77  | 4.       | 7:59,67  | 4.       | kiesett  | kiesett  | kiesett | kiesett | helyezetlen |
| Ştefan Kurecska Gheorghe Riffelt Mircea Roger (kormányos)                            | Kormányos kettes         | 7:43,38  | 1.       | erőnyerő | erőnyerő |          |          | 7:49,57 | 6.      | 6.          |
| Martin Bielz Ionel Petrov Ştefan Pongratz Iosif Varga                                | Kormányos nélküli négyes | 6:43,45  | 2.       | 6:47,04  | 2.       |          |          | kiesett | kiesett | helyezetlen |
| Martin Bielz Petre Milincovici Ionel Petrov Ştefan Pongratz Mircea Roger (kormányos) | Kormányos négyes         | 6:47,71  | 3.       | 6:55,63  | 2.       | 7:10,58  | 5.       | kiesett | kiesett | helyezetlen |

## Kajak-kenu
Férfi
| Versenyző                                                    | Versenyszám           | Előfutam | Előfutam | Vigaszág | Vigaszág | Elődöntő | Elődöntő | Döntő   | Döntő    |
| Versenyző                                                    | Versenyszám           | Idő      | Hely.    | Idő      | Hely.    | Idő      | Hely.    | Idő     | Helyezés |
| ------------------------------------------------------------ | --------------------- | -------- | -------- | -------- | -------- | -------- | -------- | ------- | -------- |
| Vasilie Nicoarǎ Mercurie Ivanov                              | Kajak kettes 1000 m   | 3:49,00  | 6.       | 3:50,84  | 2.       | 3:53,80  | 5.       | kiesett | kiesett  |
| Mircea Anastasescu Aurel Vernescu Ion Sideri Stavru Teodorov | Kajak váltó 4 × 500 m | 7:59,81  | 3.       | 7:58,61  | 1.       | 7:58,21  | 2.       | 7:53,00 | 6.       |
| Leon Rotman                                                  | Kenu egyes 1000 m     | 4:39,36  | 4.       | 5:03,98  | 2.       | 4:43,66  | 2.       | 4:35,87 |          |
| Igor Lipalit Dumitru Alexe                                   | Kenu kettes 1000 m    | 4:31,33  | 3.       | erőnyerő | erőnyerő |          |          | 4:22,36 | 4.       |

Női
| Versenyző                  | Versenyszám        | Előfutam | Előfutam | Vigaszág | Vigaszág | Döntő   | Döntő    |
| Versenyző                  | Versenyszám        | Idő      | Hely.    | Idő      | Hely.    | Idő     | Helyezés |
| -------------------------- | ------------------ | -------- | -------- | -------- | -------- | ------- | -------- |
| Maria Szkeli Elena Lipalit | Kajak kettes 500 m | 2:04,32  | 4.       | 2:10,17  | 3.       | 2:01,68 | 6.       |

## Kerékpározás

### Országúti kerékpározás
| Versenyző                                              | Versenyszám     | Idő              | Helyezés      |
| ------------------------------------------------------ | --------------- | ---------------- | ------------- |
| Gheorghe Calcișcă                                      | Mezőnyverseny   | 4:40:29 (+19:52) | 76.           |
| Ion Cosma                                              | Mezőnyverseny   | 4:20:57 (+0:20)  | 5.            |
| Gabriel Moiceanu                                       | Mezőnyverseny   | nem ért célba    | nem ért célba |
| Aurel Șelaru                                           | Mezőnyverseny   | nem ért célba    | nem ért célba |
| Ion Cosma Gabriel Moiceanu Aurel Șelaru Ludovic Zanoni | Csapat időfutam | 2:20:18,91       | 6.            |

### Pálya-kerékpározás
Időfutam
| Versenyző  | Versenyszám  | Idő     | Helyezés |
| ---------- | ------------ | ------- | -------- |
| Ion Ioniță | Férfi egyéni | 1:10,91 | 12.      |

## Lovaglás
Díjugratás
| Versenyző                                      | Ló                 | Versenyszám | 1. forduló    | 1. forduló    | 2. forduló | 2. forduló | Összesen    | Összesen    |
| Versenyző                                      | Ló                 | Versenyszám | Pont          | Hely.         | Pont       | Hely.      | Pont        | Helyezés    |
| ---------------------------------------------- | ------------------ | ----------- | ------------- | ------------- | ---------- | ---------- | ----------- | ----------- |
| Virgil Bărbuceanu                              | Robot              | Egyéni      | 43,75         | 42.           | 27,50      | 25.        | 71,25       | 33.         |
| Gheorghe Langa                                 | Rubin              | Egyéni      | nem ért célba | nem ért célba | kiesett    | kiesett    | helyezetlen | helyezetlen |
| Vasile Pinciu                                  | Birsan             | Egyéni      | 37,00         | 38.           | 28,00      | =26.       | 65,00       | 32.         |
| Virgil Bărbuceanu Gheorghe Langa Vasile Pinciu | Robot Rubin Birsan | Csapat      | 82,75         | 7.            | 92,25      | 8.         | 175,00      | 6.          |

Lovastusa
| Versenyző                                                  | Ló                            | Versenyszám | Díjlovaglás | Díjlovaglás | Tereplovaglás | Tereplovaglás | Díjugratás | Díjugratás | Végeredmény | Végeredmény |
| Versenyző                                                  | Ló                            | Versenyszám | Bünt.       | Hely.       | Bünt.         | Hely.         | Bünt.      | Hely.      | Bünt.       | Helyezés    |
| ---------------------------------------------------------- | ----------------------------- | ----------- | ----------- | ----------- | ------------- | ------------- | ---------- | ---------- | ----------- | ----------- |
| Andrei Cadar                                               | Mures II                      | Egyéni      | -173,01     | 64.         | kizárták      | kizárták      | kiesett    | kiesett    | kiesett     | kiesett     |
| Wilhelm Fleischer                                          | Noniusz                       | Egyéni      | -153,51     | =59.        | -275,20       | 39.           | -10,00     | =13.       | -438,71     | 33.         |
| Grigore Lupancu                                            | Bambus                        | Egyéni      | -139,00     | =47.        | kizárták      | kizárták      | kiesett    | kiesett    | kiesett     | kiesett     |
| Oscar Recer                                                | Adjud                         | Egyéni      | -182,50     | 70.         | -314,80       | 40.           | -12,25     | 18.        | -509,55     | 34.         |
| Andrei Cadar Wilhelm Fleischer Grigore Lupancu Oscar Recer | Mures II Noniusz Bambus Adjud | Csapat      | -465,52     | 17.         | nem ért célba | nem ért célba | kiesett    | kiesett    | kiesett     | kiesett     |

## Ökölvívás
| Versenyző            | Versenyszám   | Selejtező         | 32-es főtábla                 | Nyolcaddöntő                       | Negyeddöntő                 | Elődöntő                | Döntő             | Helyezés |
| Versenyző            | Versenyszám   | Ellenfél Eredmény | Ellenfél Eredmény             | Ellenfél Eredmény                  | Ellenfél Eredmény           | Ellenfél Eredmény       | Ellenfél Eredmény | Helyezés |
| -------------------- | ------------- | ----------------- | ----------------------------- | ---------------------------------- | --------------------------- | ----------------------- | ----------------- | -------- |
| Mircea Dobrescu      | Légsúly       | erőnyerő          | José Martins (BRA) · 5-0      | Paul Chervet (SUI) · KO            | Tanabe Kijosi (JPN) · 1-4   | kiesett                 | kiesett           | 5.       |
| Nicolae Puiu         | Harmatsúly    | erőnyerő          | Tamar Ben Hassan (TUN) · 4-1  | Oliver Taylor (AUS) · 2-3          | kiesett                     | kiesett                 | kiesett           | 9.       |
| Constantin Gheorghiu | Pehelysúly    |                   | Joshua Williams (GHA) · 4-1   | Werner Kirsch (EUA) · visszalépett | William Meyers (RSA) · 0-5  | kiesett                 | kiesett           | 5.       |
| Iosif Mihalic        | Könnyűsúly    | erőnyerő          | Väinö Järvenpää (FIN) · 3-2   | Vilikton Barannyikov (URS) · 0-5   | kiesett                     | kiesett                 | kiesett           | 9.       |
| Vasile Neagu         | Váltósúly     | erőnyerő          | Whitfield Moseley (NGR) · 5-0 | James Lloyd (GBR) · KO             | kiesett                     | kiesett                 | kiesett           | 9.       |
| Nicolae Stoenescu    | Nagyváltósúly |                   | erőnyerő                      | Souleymane Diallo (FRA) · 2-3      | kiesett                     | kiesett                 | kiesett           | 9.       |
| Ion Monea            | Középsúly     |                   | erőnyerő                      | Vasil Paparizov (BUL) · 5-0        | Hans Büchi (SUI) · RSC      | Edward Crook (USA) · KO | kiesett           |          |
| Gheorghe Negrea      | Félnehézsúly  |                   | erőnyerő                      | George Oywello (UGA) · 5-0         | Tony Madigan (AUS) · KO     | kiesett                 | kiesett           | 5.       |
| Vasile Mariuţan      | Nehézsúly     |                   | erőnyerő                      | Joseph Syoz (FRA) · 5-0            | Günter Siegmund (EUA) · 0-5 | kiesett                 | kiesett           | 5.       |

## Sportlövészet
Férfi
| Versenyző            | Versenyszám                    | Selejtező | Selejtező  | Selejtező  | Döntő   | Döntő    |
| Versenyző            | Versenyszám                    | Csoport   | Pont       | Helyezés   | Pont    | Helyezés |
| -------------------- | ------------------------------ | --------- | ---------- | ---------- | ------- | -------- |
| Ştefan Petrescu      | Gyorstüzelő pisztoly           |           |            |            | 585     | 5.       |
| Gavril Maghiar       | Gyorstüzelő pisztoly           |           |            |            | 583     | 6.       |
| Gavril Maghiar       | Szabadpisztoly                 | B         | 336        | 26.        | 542     | 10.      |
| Ilie Nițu            | Szabadpisztoly                 | A         | 350        | 14.        | 524     | 35.      |
| Constantin Antonescu | Szabadpuska, összetett (300 m) | A         | 544        | 11.        | 1092    | 20.      |
| Marin Ferecatu       | Szabadpuska, összetett (300 m) | B         | 544        | 13.        | 1050    | 30.      |
| Nicolae Rotaru       | Sportpuska, összetett          | B         | 557        | 9.         | 1114    | 25.      |
| Nicolae Rotaru       | Sportpuska, fekvő              | A         | 391        | 1.         | 579     | 24.      |
| Iosif Sîrbu          | Sportpuska, fekvő              | B         | 393        | 2.         | 585     | 10.      |
| Iosif Sîrbu          | Sportpuska, összetett          | A         | 569        | 1.         | 1131    | 12.      |
| Ion Dumitrescu       | Trap                           |           | 92         | =11.       | 192     |          |
| Gheorghe Enache      | Trap                           |           | nincs adat | nincs adat | kiesett | kiesett  |

## Súlyemelés
| Versenyző    | Versenyszám | Nyomás   | Nyomás   | Szakítás | Szakítás | Lökés                    | Lökés                    | Összesen | Helyezés |
| Versenyző    | Versenyszám | Eredmény | Helyezés | Eredmény | Helyezés | Eredmény                 | Helyezés                 | Összesen | Helyezés |
| ------------ | ----------- | -------- | -------- | -------- | -------- | ------------------------ | ------------------------ | -------- | -------- |
| Fitzi Balázs | 56 kg       | 92,5     | =8.      | 85,0     | =15.     | 122,5                    | 10.                      | 300,0    | 12.*     |
| Lazăr Baroga | 90 kg       | 130,0    | =9.      | 120,0    | =10.     | érvényes kísérlet nélkül | érvényes kísérlet nélkül | kiesett  | kiesett  |

* - egy másik versenyzővel azonos eredményt ért el

## Torna
Női
| Versenyző                                                                                       | Versenyszám      | Selejtező | Selejtező | Döntő    | Döntő    |
| Versenyző                                                                                       | Versenyszám      | Pontszám  | Helyezés  | Pontszám | Helyezés |
| ----------------------------------------------------------------------------------------------- | ---------------- | --------- | --------- | -------- | -------- |
| Atanasia Ionescu                                                                                | Talaj            | 18,766    | =23.      | kiesett  | kiesett  |
| Atanasia Ionescu                                                                                | Ugrás            | 17,999    | =36.      | kiesett  | kiesett  |
| Atanasia Ionescu                                                                                | Felemás korlát   | 18,466    | =37.      | kiesett  | kiesett  |
| Atanasia Ionescu                                                                                | Gerenda          | 18,333    | =21.      | kiesett  | kiesett  |
| Atanasia Ionescu                                                                                | Egyéni összetett |           |           | 73,564   | 21.      |
| Sonia Iovan                                                                                     | Talaj            | 19,199    | 5.        | 19,232   | 6.       |
| Sonia Iovan                                                                                     | Ugrás            | 18,732    | 6.        | 18,766   | 5.       |
| Sonia Iovan                                                                                     | Felemás korlát   | 19,266    | =4.       | 19,099   | 6.       |
| Sonia Iovan                                                                                     | Gerenda          | 18,600    | 11.       | kiesett  | kiesett  |
| Sonia Iovan                                                                                     | Egyéni összetett |           |           | 75,797   | 5.       |
| Elena Leușteanu                                                                                 | Talaj            | 19,100    | =9.       | kiesett  | kiesett  |
| Elena Leușteanu                                                                                 | Ugrás            | 18,433    | =15.      | kiesett  | kiesett  |
| Elena Leușteanu                                                                                 | Felemás korlát   | 18,966    | =11.      | kiesett  | kiesett  |
| Elena Leușteanu                                                                                 | Gerenda          | 18,366    | =17.      | kiesett  | kiesett  |
| Elena Leușteanu                                                                                 | Egyéni összetett |           |           | 74,865   | 11.      |
| Elena Niculescu                                                                                 | Talaj            | 18,966    | =15.      | kiesett  | kiesett  |
| Elena Niculescu                                                                                 | Ugrás            | 18,333    | 20.       | kiesett  | kiesett  |
| Elena Niculescu                                                                                 | Felemás korlát   | 18,732    | =22.      | kiesett  | kiesett  |
| Elena Niculescu                                                                                 | Gerenda          | 18,233    | =28.      | kiesett  | kiesett  |
| Elena Niculescu                                                                                 | Egyéni összetett |           |           | 74,264   | 16.      |
| Uta Poreceanu                                                                                   | Talaj            | 18,433    | =44.      | kiesett  | kiesett  |
| Uta Poreceanu                                                                                   | Ugrás            | 18,066    | =31.      | kiesett  | kiesett  |
| Uta Poreceanu                                                                                   | Felemás korlát   | 18,532    | 34.       | kiesett  | kiesett  |
| Uta Poreceanu                                                                                   | Gerenda          | 18,166    | 35.       | kiesett  | kiesett  |
| Uta Poreceanu                                                                                   | Egyéni összetett |           |           | 73,197   | 27.      |
| Emilia Vătășoiu-Liță                                                                            | Talaj            | 18,432    | =46.      | kiesett  | kiesett  |
| Emilia Vătășoiu-Liță                                                                            | Ugrás            | 18,232    | 24.       | kiesett  | kiesett  |
| Emilia Vătășoiu-Liță                                                                            | Felemás korlát   | 18,033    | =53.      | kiesett  | kiesett  |
| Emilia Vătășoiu-Liță                                                                            | Gerenda          | 15,866    | =91.      | kiesett  | kiesett  |
| Emilia Vătășoiu-Liță                                                                            | Egyéni összetett |           |           | 70,563   | 67.      |
| Atanasia Ionescu Sonia Iovan Elena Leușteanu Elena Niculescu Uta Poreceanu Emilia Vătășoiu-Liță | Csapat összetett |           |           | 372,053  |          |

## Úszás
Férfi
| Versenyző         | Versenyszám    | Előfutam | Előfutam | Előfutam | Elődöntő | Elődöntő | Elődöntő | Döntő   | Döntő    |
| Versenyző         | Versenyszám    | Idő      | Hely.    | Össz.    | Idő      | Hely.    | Össz.    | Idő     | Helyezés |
| ----------------- | -------------- | -------- | -------- | -------- | -------- | -------- | -------- | ------- | -------- |
| Mihai Mitrofan    | 200 m mell     | 2:41,8   | 4.       | 13.      | 2:41,6   | 6.       | 11.      | kiesett | kiesett  |
| Alexandru Popescu | 200 m pillangó | 2:24,6   | 4.       | 13.*     | 2:28,5   | 7.       | 15.      | kiesett | kiesett  |

* - egy másik versenyzővel azonos időt ért el

## Vívás
Férfi
| Versenyző                                                           | Versenyszám       | Csoportkör | Csoportkör | Csoportkör | Csoportkör       | Csoportkör | Csoportkör       | Csoportkör | Csoportkör | Csoportkör        | Csoportkör | Helyezés    |
| Versenyző                                                           | Versenyszám       | 1. kör | 1. kör     | 2. kör | 2. kör           | Negyeddöntő | Negyeddöntő      | Elődöntő | Elődöntő   | Döntő             | Döntő      | Helyezés    |
| Versenyző                                                           | Versenyszám       | Ellenfél Eredmény | Hely.      | Ellenfél Eredmény | Hely.            | Ellenfél Eredmény | Hely.            | Ellenfél Eredmény | Hely.      | Ellenfél Eredmény | Hely.      | Helyezés    |
| ------------------------------------------------------------------- | ----------------- | --- | ---------- | --- | ---------------- | --- | ---------------- | --- | ---------- | ----------------- | ---------- | ----------- |
| Attila Csipler                                                      | Tőr, egyéni       | 7. csoport · Viktor Zsdanovics (URS) · 5-4 · Enrique González (ESP) · 5-1 · Jacques Debeur (BEL) · 5-3 · Brian Pickworth (NZL) · 5-4 · Juan Paladino (URU) · 4-5                                           | 2.         | 6. csoport · Eugene Glazer (USA) · 5-4 · Funamizu Micujuki (JPN) · 5-2 · Kamuti Jenő (HUN) · 3-5 · Roger Closset (FRA) · 0-5 · Allan Jay (GBR) · 4-5 · Rájátszás: · Eugene Glazer (USA) · 5-0 · Allan Jay (GBR) · 1-5 · Funamizu Micujuki (JPN) · 4-5 | 5. Rájátszás: 3. | kiesett | kiesett          | kiesett | kiesett    | kiesett           | kiesett    | helyezetlen |
| Ion Drîmbă                                                          | Tőr, egyéni       | 12. csoport · Carl Schwende (CAN) · 5-4 · Brian Hamilton (IRL) · 5-1 · Emilio Echeverry (COL) · 5-0 · Mohamed Ben Joullon (MAR) · 5-2 · André Verhalle (BEL) · 4-5 · Alberto Pellegrino (ITA) · nem vívtak | 2.         | 2. csoport · Witold Woyda (POL) · 4-5 · Jürgen Brecht (EUA) · 1-5 · Jurij Sziszikin (URS) · 1-5 · Ralph Cooperman (GBR) · 3-5 · Mario Curletto (ITA) · nem vívtak                                                                                     | 6.               | kiesett | kiesett          | kiesett | kiesett    | kiesett           | kiesett    | helyezetlen |
| Tănase Mureșanu                                                     | Tőr, egyéni       | 3. csoport · Jean Cerottini (SUI) · 5-0 · Borisz Sztavrev (BUL) · 5-2 · Allan Jay (GBR) · 2-5 · Franck Delhem (BEL) · 0-5 · Leif Klette (NOR) · 4-5                                                        | 3.         | 5. csoport · Ryszard Parulski (POL) · 5-3 · Jean Cerottini (SUI) · 5-3 · Enrique González (ESP) · 5-2 · Christian d’Oriola (FRA) · 4-5 · Alberto Pellegrino (ITA) · 0-5                                                                               | 4.               | 4. csoport · Eberhard Mehl (EUA) · 5-3 · Jean-Claude Magnan (FRA) · 5-2 · Allan Jay (GBR) · 5-3 · Albert Axelrod (USA) · 4-5 · Fülöp Mihály (HUN) · 3-5 · Rájátszás: · Eberhard Mehl (EUA) · 3-5 · Fülöp Mihály (HUN) · 3-5 | 4. Rájátszás: 3. | kiesett | kiesett    | kiesett           | kiesett    | helyezetlen |
| Adalbert Gurath Jr.                                                 | Párbajtőr, egyéni | 10. csoport · Eddi Gutenkauf (LUX) · 5-3 · James Margolis (USA) · 5-1 · Norbert Brami (TUN) · 5-1 · José de Albuquerque (POR) · 5-3 · Tsugeo Ozawa (JPN) · 5-2 · Wiesław Glos (POL) · 2-5                  | 1.         | 6. csoport · Janusz Kurczab (POL) · 5-0 · Armand Mouyal (FRA) · 5-2 · Jules Amez-Droz (SUI) · 6-5 · Bill Hoskyns (GBR) · 0-5 · Ibrahim Osman (LIB) · 4-5                                                                                              | 2.               | 4. csoport · Sákovics József (HUN) · 5-4 · Dieter Fänger (EUA) · 5-3 · Armand Mouyal (FRA) · 3-5 · Roger Achten (BEL) · 3-5 · Arnold Csarnusevics (URS) · 5-6                                                               | 5.               | kiesett | kiesett    | kiesett           | kiesett    | helyezetlen |
| Emeric Arus                                                         | Kard, egyéni      | 9. csoport · Gustave Ballister (BEL) · 5-2 · Michael Ron (ISR) · 5-3 · Mohamed Ben Joullon (MAR) · 5-1 · Gerevich Aladár (HUN) · 4-5 · Michael D'Asaro Sr. (USA) · 4-5                                     | 3.         | 3. csoport · Asen Dyakovski (BUL) · 5-4 · Jakov Rilszkij (URS) · 2-5 · Wojciech Zabłocki (POL) · 3-5 · Walter Köstner (EUA) · 4-5 · Helmuth Resch (AUT) · 1-5                                                                                         | 6.               | kiesett | kiesett          | kiesett | kiesett    | kiesett           | kiesett    | helyezetlen |
| Dumitru Mustață                                                     | Kard, egyéni      | 8. csoport · Roberto Ferrari (ITA) · 5-3 · Ralph Cooperman (GBR) · 5-3 · Raoul Barouch (TUN) · 5-2 · Emilio Echeverry (COL) · 5-1 · Alfonso Morales (USA) · 2-5                                            | 2.         | 4. csoport · Nugzar Aszatiani (URS) · 5-3 · Jacques Lefèvre (FRA) · 1-5 · Jerzy Pawłowski (POL) · 3-5 · Jürgen Theuerkauff (EUA) · 2-5 · Aleksandar Vasin (YUG) · 3-5                                                                                 | 6.               | kiesett | kiesett          | kiesett | kiesett    | kiesett           | kiesett    | helyezetlen |
| Ladislau Rohony                                                     | Kard, egyéni      | 5. csoport · Jakov Rilszkij (URS) · 5-2 · Juan Larrea (ARG) · 5-1 · William Fajardo (MEX) · 5-0 · Jaime Duque (COL) · 5-1 · Alexander Leckie (GBR) · 4-5                                                   | 2.         | 1. csoport · Juan Paladino (URU) · 5-3 · Günther Ulrich (AUT) · 5-4 · Claude Arabo (FRA) · 1-5 · Horváth Zoltán (HUN) · 2-5 · Michael D'Asaro Sr. (USA) · 2-5                                                                                         | 4.               | 4. csoport · Kárpáti Rudolf (HUN) · 5-2 · Michael D'Asaro Sr. (USA) · 5-3 · Wilfried Wöhler (EUA) · 5-3 · Wladimiro Calarese (ITA) · 4-5 · Jacques Lefèvre (FRA) · 2-5                                                      | 2.               | 1. csoport · Claude Arabo (FRA) · 5-4 · Kárpáti Rudolf (HUN) · 1-5 · David Tisler (URS) · 2-5 · Wojciech Zabłocki (POL) · 3-5 · Roberto Ferrari (ITA) · 4-5 | 6.         | kiesett           | kiesett    | helyezetlen |
| Attila Csipler Tănase Mureșanu Sorin Poenaru Iosif Szilaghi         | Tőr, csapat       | 3. csoport · Olaszország (ITA) · 2-9 | 2.         | Egyesült Német Csapat (EUA) · 2-9 |                  | kiesett |                  | kiesett |            | kiesett           |            | =9.         |
| Emeric Arus Dumitru Mustață Cornel Pelmuș Ladislau Rohony Ion Santo | Kard, csapat      | 4. csoport · Olaszország (ITA) · 3-9 · Portugália (POR) · 8-8 | 2.         | Nagy-Britannia (GBR) · 9-6 |                  | Magyarország (HUN) · 3-9 |                  | kiesett |            | kiesett           |            | =5.         |

Női
| Versenyző                                                         | Versenyszám | Csoportkör | Csoportkör       | Csoportkör | Csoportkör  | Csoportkör | Csoportkör | Csoportkör | Csoportkör       | Helyezés    |
| Versenyző                                                         | Versenyszám | 1. kör | 1. kör           | Negyeddöntő | Negyeddöntő | Elődöntő | Elődöntő   | Döntő | Döntő            | Helyezés    |
| Versenyző                                                         | Versenyszám | Ellenfél Eredmény | Hely.            | Ellenfél Eredmény | Hely.       | Ellenfél Eredmény | Hely.      | Ellenfél Eredmény | Hely.            | Helyezés    |
| ----------------------------------------------------------------- | ----------- | --- | ---------------- | --- | ----------- | --- | ---------- | --- | ---------------- | ----------- |
| Ecaterina Orb-Lazăr                                               | Tőr, egyéni | 5. csoport · Evelyn Terhune (USA) · 4-1 · Shirley Armstrong (IRL) · 4-0 · Pilar Tosat (ESP) · 4-0 · Valentyina Rasztvorova (URS) · 1-4 · Pilar Roldán (MEX) · 2-4 · Rájátszás: · Pilar Roldán (MEX) · 4-2 · Evelyn Terhune (USA) · 4-1 | 2. Rájátszás: 1. | 3. csoport · Elżbieta Pawlas (POL) · 4-2 · Gillian Sheen (GBR) · 4-2 · Nina Kleijweg (NED) · 4-2 · Jacqueline Appart (BEL) · 4-2 · Catherine Delbarre (FRA) · 2-4 · Dömölky Lídia (HUN) · 2-4 | 3.          | 1. csoport · Valentyina Rasztvorova (URS) · 4-3 · Heidi Schmid (EUA) · 0-4 · Elżbieta Pawlas (POL) · 1-4 · Szabó Orbán Olga (ROU) · 0-4 · Nyári Magda (HUN) · 1-4           | 6.         | kiesett | kiesett          | helyezetlen |
| Szabó Orbán Olga                                                  | Tőr, egyéni | 7. csoport · Nina Kleijweg (NED) · 4-0 · Antonella Ragno (ITA) · 4-1 · Marie Melchers (BEL) · 4-0 · Wanda Fukała-Kaczmarczyk (POL) · 4-0 · Zus Undapp (INA) · nem vívtak                                                               | 1.               | 2. csoport · Pilar Roldán (MEX) · 4-0 · Helga Mees (EUA) · 4-0 · Maria Grötzer (AUT) · 4-3 · Bruna Colombetti (ITA) · 4-3 · Monique Leroux (FRA) · 4-2 · Galina Gorohova (URS) · 2-4          | 1.          | 1. csoport · Nyári Magda (HUN) · 4-3 · Ecaterina Orb-Lazăr (ROU) · 4-0 · Heidi Schmid (EUA) · 1-4 · Valentyina Rasztvorova (URS) · 2-4 · Elżbieta Pawlas (POL) · nem vívtak | 3.         | Döntő csoport · Valentyina Rasztvorova (URS) · 4-1 · Galina Gorohova (URS) · 4-3 · Elżbieta Pawlas (POL) · 4-2 · Traudl Ebert (AUT) · 4-2 · Heidi Schmid (EUA) · 2-4 · Maria Vicol (ROU) · 0-4 · Pilar Roldán (MEX) · 2-4 · Rájátszás: 3.-5. helyért · Maria Vicol (ROU) · 2-4 · Galina Gorohova (URS) · 2-4           | 5. Rájátszás: 3. | 4.          |
| Maria Vicol                                                       | Tőr, egyéni | 6. csoport · Galina Gorohova (URS) · 4-0 · María Shaw (ESP) · 4-0 · Mary Glen-Haig (GBR) · 4-2 · Barbara Helsingius (FIN) · 4-3 · Nyári Magda (HUN) · 1-4                                                                              | 1.               | 1. csoport · Valentyina Rasztvorova (URS) · 4-1 · Antonella Ragno (ITA) · 4-3 · Sylwia Julito (POL) · 4-0 · Elly Botbijl (NED) · 3-4 · Rejtő Ildikó (HUN) · nem vívtak                        | 1.          | 2. csoport · Traudl Ebert (AUT) · 4-3 · Catherine Delbarre (FRA) · 4-3 · Galina Gorohova (URS) · 3-4 · Pilar Roldán (MEX) · 1-4 · Rejtő Ildikó (HUN) · 3-4                  | 4.         | Döntő csoport · Szabó Orbán Olga (ROU) · 4-0 · Elżbieta Pawlas (POL) · 4-1 · Pilar Roldán (MEX) · 4-2 · Traudl Ebert (AUT) · 4-3 · Heidi Schmid (EUA) · 1-4 · Valentyina Rasztvorova (URS) · 3-4 · Galina Gorohova (URS) · 3-4 · Rájátszás: 3.-5. helyért · Galina Gorohova (URS) · 4-3 · Szabó Orbán Olga (ROU) · 4-2 | 3. Rájátszás: 1. |             |
| Eugenia Mateianu Ecaterina Orb-Lazăr Szabó Orbán Olga Maria Vicol | Tőr, csapat | 2. csoport · Magyarország (HUN) · 7-9 · Nagy-Britannia (GBR) · 12-4 | 2.               | Egyesült Német Csapat (EUA) · 4-9 |             | kiesett |            | kiesett |                  | =5.         |

## Vízilabda
| Román férfi vízilabdacsapat-játékoskeret                              | Román férfi vízilabdacsapat-játékoskeret            |
| --------------------------------------------------------------------- | --------------------------------------------------- |
| - Alexandru Bădiţă - Gavril Blajek - Anatol Grinţescu - Ştefan Kroner | - Mircea Ştefănescu - Alexandru Szabó - Aurel Zahan |

### Eredmények
Csoportkör
A csoport
| Csapat                          | M | Gy | D | V | G+ | G– | Gk  | P |
| ------------------------------- | - | -- | - | - | -- | -- | --- | - |
| Olaszország (ITA)               | 3 | 3  | 0 | 0 | 21 | 8  | +13 | 6 |
| Románia (ROU)                   | 3 | 2  | 0 | 1 | 12 | 5  | +7  | 4 |
| Egyesült Arab Köztársaság (RAU) | 3 | 0  | 1 | 2 | 7  | 17 | –10 | 1 |
| Japán (JPN)                     | 3 | 0  | 1 | 2 | 5  | 15 | –10 | 1 |

| 1960. augusztus 25. 21:30 | Olaszország (ITA) | 4 – 3 | Románia (ROU) |  |
| 1960. augusztus 25. 21:30 | (2 – 1)           |       |               |  |
| 1960. augusztus 25. 21:30 |                   |       |               |  |

| 1960. augusztus 26. 12:00 | Románia (ROU) | 5 – 0 | Egyesült Arab Köztársaság (RAU) |  |
| 1960. augusztus 26. 12:00 | (3 – 0)       |       |                                 |  |
| 1960. augusztus 26. 12:00 |               |       |                                 |  |

| 1960. augusztus 27. 22:00 | Románia (ROU) | 4 – 1 | Japán (JPN) |  |
| 1960. augusztus 27. 22:00 | (1 – 0)       |       |             |  |
| 1960. augusztus 27. 22:00 |               |       |             |  |

Középdöntő
1. csoport
A táblázat tartalmazza az A csoportban lejátszott Olaszország – Románia 4–3-as eredményt.
| Csapat                      | M | Gy | D | V | G+ | G– | Gk | P |
| --------------------------- | - | -- | - | - | -- | -- | -- | - |
| Olaszország (ITA)           | 3 | 3  | 0 | 0 | 9  | 3  | +6 | 6 |
| Szovjetunió (URS)           | 3 | 2  | 0 | 1 | 8  | 8  | 0  | 4 |
| Románia (ROU)               | 3 | 0  | 1 | 2 | 8  | 10 | –2 | 1 |
| Egyesült Német Csapat (EUA) | 3 | 0  | 1 | 2 | 7  | 11 | –4 | 1 |

| 1960. augusztus 30. 18:10 | Szovjetunió (URS) | 3 – 2 | Románia (ROU) |  |
| 1960. augusztus 30. 18:10 | (1 – 0)           |       |               |  |
| 1960. augusztus 30. 18:10 |                   |       |               |  |

| 1960. augusztus 31. 23:00 | Egyesült Német Csapat (EUA) | 3 – 3 | Románia (ROU) |  |
| 1960. augusztus 31. 23:00 | (1 – 0)                     |       |               |  |
| 1960. augusztus 31. 23:00 |                             |       |               |  |

Az 5–8. helyért
| 1960. szeptember 2. 16:00 | Románia (ROU) | 5 – 4 | Hollandia (NED) |  |
| 1960. szeptember 2. 16:00 | (3 – 3)       |       |                 |  |
| 1960. szeptember 2. 16:00 |               |       |                 |  |

| 1960. szeptember 3. 10:00 | Románia (ROU) | 6 – 4 | Egyesült Államok (USA) |  |
| 1960. szeptember 3. 10:00 | (4 – 1)       |       |                        |  |
| 1960. szeptember 3. 10:00 |               |       |                        |  |

A táblázat tartalmazza a középdöntőben lejátszott Egyesült Német Csapat – Románia 3–3-as eredményt.
| Csapat                      | M | Gy | D | V | G+ | G– | Gk | P |
| --------------------------- | - | -- | - | - | -- | -- | -- | - |
| Románia (ROU)               | 3 | 2  | 1 | 0 | 14 | 11 | +3 | 5 |
| Egyesült Német Csapat (EUA) | 3 | 2  | 1 | 0 | 13 | 11 | +2 | 5 |
| Egyesült Államok (USA)      | 3 | 1  | 0 | 2 | 14 | 16 | –2 | 2 |
| Hollandia (NED)             | 3 | 0  | 0 | 3 | 15 | 18 | –3 | 0 |

| Csapat        | Helyezés |
| ------------- | -------- |
| Románia (ROU) | 5.       |